# Переворот по инструкции 107
«Переворот по инструкции 107» — советский фильм 1982 года.
Фильм — дипломант Всесоюзного кинофестиваля, был успешен в прокате — в 1983 году в СССР его посмотрели 13 млн зрителей.

## Сюжет
В богатой нефтью мусульманской стране Востока на выборах побеждают социалисты, но западные страны, не желающие терять контроль над концессиями по нефтедобыче, приводят к власти сторонников военной диктатуры, устроив переворот под видом «освобождения от власти Кремля», для чего объявляют агентами советской разведки местного журналиста Хайдара и советского врача из госпиталя Красного Креста Халиму Атаджанову. Журналисту удаётся скрыться, но Халиму в ходе переворота арестовывают. Чтобы добиться от неё «признания» в шпионской деятельности в пользу СССР, прозападные «революционеры», действующие по указке ЦРУ, решают взять в заложники её 12-летнего сына Искандера.

## В ролях
В главных ролях:
- Сайрам Исаева — Халима Атаджанова, врач
- Улугбек Хамраев — Искандер, сын Халимы Атаджановой
- Леонид Сенченко — Хайдар, журналист

В остальных ролях:
- Наби Рахимов — старик
- Рустам Сагдуллаев — Али
- Георгий Шевцов — Андерсон
- Мурад Раджабов — полковник Казми
- Исамат Эргашев — адъютант
- Сергей Пижель — Чип
- Антра Лиедскалныня — медсестра
- Эдуард Марцевич — шеф госпиталя
- Баходыр Юлдашев — следователь
- Андро Кобаладзе — премьер-министр
- Юрий Леонидов — господин Г. К.
- Садых Гусейнов — мастер типографии
- Пулат Саидкасымов — лавочник
- Михаил Погоржельский — посол
- Джавлон Хамраев — эпизод
- Гиви Тохадзе — эпизод

## Дополнительно
Под «страной Востока» в фильме имеется в виду Афганистан, настоящая фамилия сосценариста фильма Эдуарда Тропинина — Макаров, он работал во внешней разведке, был специалистом по Востоку, отвечал за Афганистан.
Фильм характерен для шпионских картин кинопроката начала 1980-х годов, в которых разоблачались происки ЦРУ, что было ответом Андропова на появление американских антисоветских фильмов после прихода к власти в США в 1981 году Рональда Рейгана.
В 1997 году журнал «Вестник» отмечал, что фильму, «при несомненной кинематографической грамотности», присуща идеологизированность и стереотипность.

## Награды
- Диплом жюри на XVI Всесоюзном кинофестивале в Ленинграде (1983 год) за лучшее раскрытие темы защиты детства.